# Isla Gordon
L'isla Gordon è un'isola del Cile meridionale nell'oceano Pacifico. Appartiene alla regione di Magellano e dell'Antartide Cilena, alla provincia dell'Antartica Cilena e al comune di Cabo de Hornos. Si trova nel canale di Beagle, fa parte dell'arcipelago della Terra del Fuoco e si trova all'interno del Parco nazionale Alberto de Agostini.

## Geografia
L'isola Gordon ha la forma di un triangolo isoscele con la base a ovest; il vertice (a est), costituito dalla punta Divide, separa il canale di Beagle in due bracci: il Brazo del Sudoeste che scorre lungo tutta la sua costa meridionale, e il Brazo del Noroeste, che bagna la costa settentrionale. A sud-ovest l'isola si affaccia sulla baia Cook. La sua superficie è di 591,3 km² e lo sviluppo costiero di 228,3 km; l'isola è lunga 28 miglia (est-ovest) e larga 9,5 nel punto massimo. Nel suo settore orientale c'è un picco senza nome alto 1 584 metri. L'insenatura maggiore si apre sulla costa nord: la bahía Tres Brazos; più a est si trova la bahía Romanche e sul lato sud la bahía Fleuriais.

## Storia
Dato il suo carattere montuoso e la mancanza di risorse, l'isola era disabitata e solo occasionalmente visitata dai membri del popolo Kaweshkar e Yámana, che a metà del XIX secolo erano praticamente scomparsi per l'azione dell'uomo bianco. Gli indigeni erano soliti cercare nell'area la pirite necessaria per accendere il fuoco.
Nel maggio del 1830 Robert FitzRoy a bordo della HMS Beagle percorse il Brazo del Noroeste del canale di Beagle fino all'altezza della baia Tres Brazos. Durante questo viaggio egli imbarcò un indio Yámana (che in seguito chiamò Jemmy Button) ed altri 3 prigionieri Kaweshkar e li portò con sé in Inghilterra.
Nei mesi di gennaio e febbraio del 1833 il comandante FitzRoy era nuovamente nell'area a bordo della Beagle per completare i rilievi idrografici dei canali della terra del Fuoco. In tale occasione riportò nelle loro terre i tre fuegini sopravvissuti al viaggio in Inghilterra (Jemmy Button, Fuegia Basket e York Minster).